# Dichotomius micans
Dichotomius micans là một loài bọ cánh cứng trong họ Bọ hung (Scarabaeidae).